# 129-й гвардейский мотострелковый полк
129-й гвардейский мотострелковый Ленинградский полк (сокр. 129 мсп, в/ч 67636) — тактическое формирование Сухопутных войск СССР и Сухопутных войск Российской Федерации.
Полк к моменту расформирования был в составе 45-й гвардейской мотострелковой дивизии. Пункт постоянной дислокации — посёлок Каменка Ленинградской области.

## История
Формирование ведёт свою историю от 68-го стрелкового полка 70-й стрелковой дивизии (1-го формирования). В годы Второй мировой войны полк получил гвардейский статус и почётное наименование «Ленинградский».
28 декабря 1942 года 68-й стрелковый полк переформирован в 129-й гвардейский стрелковый полк 45-й гвардейской стрелковой дивизии.
После завершения Второй мировой войны, полк до самого расформирования дислоцировался в Ленинградском военном округе (до 1992 г. в составе 30-го гвардейского армейского Ленинградского Краснознамённого корпуса).
В 1957 году 129-й полк переформирован в мотострелковый (в/ч 67636) 45-й гвардейской мотострелковой дивизии.
В Первой чеченской войне 129-й полк участвует в боях за Ханкалу и штурме Грозного в составе группировки «Восток».
Прибыв в город Грозный, 129-й полк под командованием полковника Борисова с ходу вошёл в город и получил авиаудар от своих ВВС из-за отсутствия координации с авиацией. Несмотря на это, 31 декабря 1994 г. полк продолжил движение в город, где закрепился на окраинах и вступил в бой с чеченскими боевиками. Полк понёс большие потери ранеными и убитыми — более 50 %, командный состав в звене «взвод — рота» полностью выбит.
Утром 01.01.1995 г. полк получил распоряжение отойти в исходный район п. Ханкала, но по вытягивающейся для марша колонне полка нанес удар штурмовик Су-25 ВВС РФ сбросив кассетную бомбу. Собрав убитых и раненых, забрав повреждённую технику, 129-й гв. мсп совершил марш в район аэродрома Ханкала.
02.01.1995 г. совершив перегруппировку 129-й гв. мсп совершил марш обойдя г. Грозный с востока и вошёл с севера в город по маршруту: кладбище — консервный завод — мост через р. Сунжа и занял 3-й военный городок, где был призывной пункт ЧРИ. Далее выставляя блокпосты по улице Сунженская 129-й гв. мсп устремился в центр города.
Получив пополнение, 5 января 1995 г. 129-й гвардейский мотострелковый полк выбил отряды боевиков из военного городка на восточном берегу Сунжи на северной окраине Грозного.
На следующий день 6 января занял военный городок № 86 в центре города. Далее развивая успех полк занял трамвайный парк и частный сектор у швейной фабрики на ул. Фруктовая.
К 12.02.1995 г. 129-й гв. мсп занял здание Чеченского университета, частный сектор в районе ул. Субботников и ряд зданий в микрорайоне Минутка, а так же овладел Коньячным заводом. После, передав позиции подразделениям Внутренних войск, совершил марш в район сосредоточения на Терском хребте между населёнными пунктами Петропавловская и Толстой-Юрт, где до начала марта 1995 г. восстанавливал боеспособность, пополняясь личным составом и техникой. Во второй половине марта 1995 г. по вершине Терского хребта, выставляя блокпосты, 129-й гв. мсп выдвинулся к г. Гудермес. Выбив противника из взводного опорного пункта на вершине на правом берегу р. Терек, 129-й гв. мсп занял район сосредоточения на господствующей высоте над г. Гудермес («Гудермесские ворота»), где оставался до начал мая 1995 г. Затем полк убыл в пункт постоянной дислокации п. Каменка Ленинградской области.
В 1997 году 129-й гвардейский мотострелковый Ленинградский полк был переформирован в 697-й гвардейский мотострелковый Ленинградский батальон 138-й отдельной гвардейской мотострелковой бригады в ходе Реформы Вооружённых сил России.

## Вооружение и военная техника
На 1991 год полк имел в своём составе: 31 Т-80, 103 БТР-70, 3 БМП-1, 1 БРМ-1К, 4 МТ-ЛБ, 2 2С1 «Гвоздика», 2 Д-30, 4 2С12, 12 9К57 «Ураган», 1 БМП-1КШ, 3 Р-145БМ.